# Jean Baptiste Martin d'Artaguiette d'Iron
 (décembre 2021).
Si vous disposez d'ouvrages ou d'articles de référence ou si vous connaissez des sites web de qualité traitant du thème abordé ici, merci de compléter l'article en donnant les références utiles à sa vérifiabilité et en les liant à la section « Notes et références ».
 (mai 2022).
La mise en forme du texte ne suit pas les recommandations de Wikipédia : il faut le « wikifier ».
Les points d'amélioration suivants sont les cas les plus fréquents. Le détail des points à revoir est peut-être précisé sur la page de discussion.
- Les titres sont pré-formatés par le logiciel. Ils ne sont ni en capitales, ni en gras.
- Le texte ne doit pas être écrit en capitales (les noms de famille non plus), ni en gras, ni en italique, ni en « petit »…
- Le gras n'est utilisé que pour surligner le titre de l'article dans l'introduction, une seule fois.
- L'italique est rarement utilisé : mots en langue étrangère, titres d'œuvres, noms de bateaux, etc.
- Les citations ne sont pas en italique mais en corps de texte normal. Elles sont entourées par des guillemets français : « et ».
- Les listes à puces sont à éviter, des paragraphes rédigés étant largement préférés. Les tableaux sont à réserver à la présentation de données structurées (résultats, etc.).
- Les appels de note de bas de page (petits chiffres en exposant, introduits par l'outil «  Source ») sont à placer entre la fin de phrase et le point final[comme ça].
- Les liens internes (vers d'autres articles de Wikipédia) sont à choisir avec parcimonie. Créez des liens vers des articles approfondissant le sujet. Les termes génériques sans rapport avec le sujet sont à éviter, ainsi que les répétitions de liens vers un même terme.
- Les liens externes sont à placer uniquement dans une section « Liens externes », à la fin de l'article. Ces liens sont à choisir avec parcimonie suivant les règles définies. Si un lien sert de source à l'article, son insertion dans le texte est à faire par les notes de bas de page.
- La présentation des références doit suivre les conventions bibliographiques. Il est recommandé d'utiliser les modèles {{Ouvrage}}, {{Chapitre}}, {{Article}}, {{Lien web}} et/ou {{Bibliographie}}. Le mode d'édition visuel peut mettre en forme automatiquement les références.
- Insérer une infobox (cadre d'informations à droite) n'est pas obligatoire pour parachever la mise en page.

Pour une aide détaillée, merci de consulter Aide:Wikification.
Si vous pensez que ces points ont été résolus, vous pouvez retirer ce bandeau et améliorer la mise en forme d'un autre article.

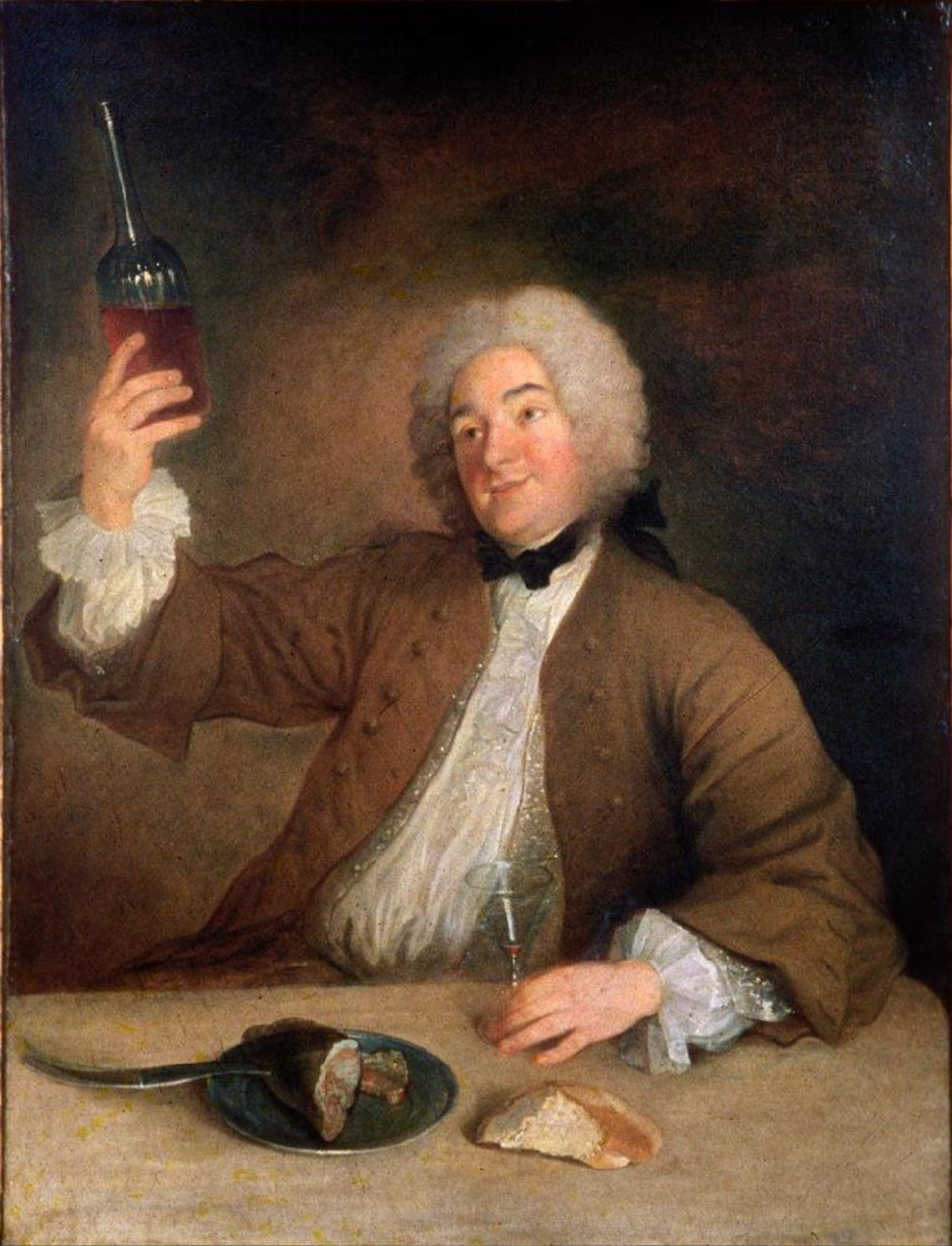
Le Marquis d'Artaguiette en buveur par Jean-Alexis Grimou - Musées de la Communauté d'Agglomération du Niortais

Jean Baptiste Martin d'Artaguiette d'Iron (1682 ?-1748) est un administrateur colonial et financier, d'origine basque. 
Il fut commissaire ordonnateur pour la Louisiane (1707), directeur de la Compagnie des Indes (1717), où il fit fortune, marquis de la Mothe-Saint-Héray (1723), négociant et financier.

## La Louisiane (1707-1713)
Aîné de neuf enfants, il était fils de Jean Baptiste d'Artaguiette et de Marie de Hariette (mariés par contrat le 22 juillet 1677), qui lui apportera la seigneurie d'Iron (ou Irun, à Mendionde). 
Son père fut syndic des États de Navarre en 1685-86 et 1694-98) et subdélégué de l'intendant, devenu secrétaire du roi « pour faire plaisir à ses fils ».
Né dans la maison d'Iron, Jean Baptiste a été baptisé à Mendionde (64) le 5 novembre 1682,. Son acte de décès (en 1748) le dit âgé de 70 ans, ce qui le ferait naître au plus tard en 1678. Soit il a été baptisé tardivement, soit il s'est vieilli, pratique courante pour obtenir un avantage ou accélérer sa carrière.
J.B. Martin d'Artaguiette  fut d'abord commissaire des classes à Bayonne, chargé du recrutement des matelots. Il reçut du ministre Pontchartrain le 30 juin 1707 (à 24 ans ?) le titre de commissaire ordonnateur pour la Louisiane (une sorte d'intendant), peut-être sur la recommandation de son compatriote, le premier commis Charles d'Irrumberry de Sallabery, qui deviendra un jour son beau-frère. Sa mission est de « tirer les affaires de cette colonie de la confusion où elles ont été jusqu'à présent ». Embarqué sur la Renommée avec ses deux jeunes frères, Pierre et Bernard, il accompagnait le nouveau gouverneur, Daneau de Muy. Celui-ci mourra en route, lors d'une escale à La Havane.
J.B. arriva à Mobile le 28 février 1708. Il était chargé, notamment, de s'informer sur la conduite affairiste et libertine de J.-B. Le Moyne de Bienville (1680-1767), qui s'était proclamé gouverneur à la mort de son frère d'Iberville. Ses accusateurs, notamment Nicolas de La Salle, lui reprochait un enrichissement suspect,  « son autoritarisme envers ses compatriotes et sa cruauté à l'égard des prisonniers indiens » ; son curé se plaignait de ses mauvaises mœurs. L'enquête ne confirma pas les accusations, et il conserva son poste. Les critiques émises par d'Artaguiette ont paru modérées et l'ont fait passer pour un soutien de Bienville. Confronté à la mort de son successeur désigné, d'Artaguiette n'avait guère le choix. Ce même Bienville, trente ans plus tard, fera défaut à son jeune frère Pierre d’Artaguiette, entraînant indirectement sa mort.
Le nouveau fonctionnaire resta cinq ans en Louisiane. Il travailla à « tirer les habitants de leurs habitudes de paresse et d’insouciance » : sans succès. Durant la guerre de Succession d'Espagne, la population, le commerce, les défrichements cessèrent de progresser. 
Il fut en relation avec Duché, négociant à La Rochelle, qui essaya de former une compagnie de commerce pour la Louisiane, fin 1708, avec un trop faible capital de 200 000 livres, avant d'être finalement évincé. 
Il rédigea plusieurs rapports durant son séjour : Mémoire sur la situation présente de la Colonie de la Louisiane, 12 mai 1712. La situation était mauvaise : les crues de 1710 avaient tout emporté, les habitants se croyaient abandonnés bientôt, ceux qui le pouvaient avaient fui la colonie. Il ne restait que 28 familles à Mobile, toutes misérables. Ces rapports amenèrent le gouvernement à confier le monopole du commerce de la Louisiane au riche financier Antoine Crozat (privilège du 14 septembre 1712). Il devait y perdre plus de 1,2 million en trois ans, pour de faibles résultats. D'Artaguiette n'appréciait pas Crozat, demanda son rappel en France pour raisons médicales; il fut remplacé par Duclos.
L'année suivante, il fut nommé commissaire au nouvel établissement envisagé au Cap- Breton, face à l'embouchure du Saint Laurent, au Canada (futur Louisbourg, projet soutenu par les intendants Jacques et Antoine-Denis Raudot). L’entreprise fut reportée. 
Ayant accumulé une fortune considérable dans les armements maritimes, il acquit (par provisions du 2 mars 1717) la charge de receveur général des finances dans la généralité d'Auch. Selon Douyrou, sa charge ne fut enregistrée à Auch qu'en 1721.

## La Compagnie des Indes et le «Système» de Law (1718-1731)
Six mois plus tard, il est agréé par Law, régent de la Banque royale, pour devenir l'un des six directeurs de la nouvelle Compagnie d'Occident, fondée le 5 septembre 1717. Parmi les directeurs, il y avait François Castanier, riche drapier d'envergure internationale dans la région de Carcassonne, le rochelais Duché, et les armateurs Moreau (de Saint-Malo), Piou (de Nantes) et Mouchard (de La Rochelle). Quatre autres les rejoindront, dont l’ancien intendant du Canada, Antoine-Denis Raudot. 
Administrateur de la Compagnie des Indes, d'Artaguiette se réserve les affaires de la Louisiane ; il préside au départ de 7 000 nouveaux colons pour fonder la Nouvelle-Orléans. Il sera nommé à la direction de la caisse des fermes générales, le fisc de l'époque. Il y devient receveur, après la réunion du bail Lambert (bail privé, dit des frères Pâris) à la Ferme dirigée par Law.
Ni les frères Castanier [François et Guillaume, baron de Couffoulens], ni d'Artaguiette n'entendaient perdre la mise engagée au  début du « Système ». La propagande de Law leur promettait des rendements fabuleux, fondés sur son monopole du commerce, sur la prétendue richesse des colonies, la découverte de mines, etc. Ils n'étaient pas dupes.
Le 1er juillet 1718, d'Artaguiette et les frères  Castanier fondaient une société : elle avait pour objectif de faire passer de l'argent depuis Cadix jusqu’en France, par l'intermédiaire d'Amsterdam, qui joue le rôle de clearing ; Cadix était la plaque tournante du commerce de l'or et de l’argent d'Amérique avec l’Espagne, et c'était l'un des comptoirs des Castanier. Cette société  fonctionna jusqu'à la chute de Law, et prit fin le 1er janvier 1724. Les chiffres d'alors ne représentent que le reliquat des gains de la société : Castanier paya à d'Artaguiette pour solde de tout compte « 11 000 florins banco de Hollande en lettres de change ».
Les actions de la Compagnie des Indes commencèrent à monter au début de 1719 ; en juillet, elles affichaient une progression de 250 %. François Castanier mit sur pied un réseau de mandataires destinés à recevoir ses envois de billets de banque et à les convertir en terres et immeubles. Il aura plus tard les surnoms d'« acheteur de châteaux » et de « plus grand coquin de France » : on lui attribuera plus de trente millions de gains. Les actions continuent de grimper, atteignent 1 260 % en cinq mois (octobre 1719 à janvier 1720). Souscrites 500 £ en septembre 1717, elles dépassent les 11 000 £ en 1720. Castanier avait souscrit pour un total de plus de deux millions et demi.

## Une fortune conséquente
A côté de ces énormes profits (ou « agios »), la fortune d'Artaguiette paraît presque modique : il s'est rendu acquéreur, en septembre 1719, d'un hôtel rue de Richelieu (appelé depuis « hôtel de Londres » ou « immeuble mauresque », actuels no 28 et 28 bis), acheté à Marguerite Gilbert, veuve de Louis Blin, pour 200 000 livres. En janvier 1720, il acquiert la seigneurie de la Forest-Nesdeau en Poitou (paroisse de Chaix, Vendée) ; en mars, dix magasins à Bayonne avec les quais attenants sur la rive droite de l'Adour (actuel quai de Lesseps), pour 120 000 livres ; ils sont réceptionnés par son procureur, M. Trémisot ; en mai, l'hôtel de La Roche-Guyon à Paris, (rue des Bons-Enfants, selon Piganiol,ou rue Vieille-du-Temple, actuelle partie des A.N.). 
Il y ajoutera, pour 810 000 livres, plusieurs maisons face au Palais Royal, et une autre rue Neuve des Petits-Champs, vis-à-vis la Cie des Indes. Il la louera à son ami Alexandre-Joseph Leriche de La Popelinière.
En province, il poursuit ses achats de seigneuries en bas-Poitou, sous le nom de son père (avant la mort de celui-ci en avril 1720) : il s'agit de la terre de La Mothe-Saint-Héray (Deux-Sèvres). Elle fut érigée en marquisat en 1633 pour les Baudéan ; d'Artaguiette se verra confirmer le titre par lettres patentes en décembre 1723, enregistrées au Parlement de Paris le 6 mai 1727, mais il s'éteindra avec lui. Cette terre avait tenté le ministre Pontchartrain, il l'achète le 16 novembre 1719 de Gaspard Le Secq, comte de Montault, pour 630 000 livres. 
Il acquiert également la terre de Montégon en Poitou (près d'Aigre, Charente ?). Il l'achète (aux Pindray ?) en août 1720, pour 208 000 livres. Dix ans après, elle était affermée pour seulement 1 300 livres (soit, au denier 100, ou 1 %, une valeur de 130 000 £ environ). 
Le prix des terres et autres bien-fonds, recherchés par les « agioteurs », avait beaucoup monté ; l'inflation fut générale. Law avait fabriqué trois fois plus de billets qu'il n'en pouvait acquitter. Le « Système » finit dans la débâcle et dans l'émeute du 17 juillet 1720, ruinant de nombreuses familles. La liquidation du Système, appelée la Commission du Visa, s'opéra durant toute l'année 1721 sous la direction des frères Pâris. Les avoirs d'Artaguiette, comme ceux des Castanier, étaient à l'abri.
Sa fortune devait dépasser les trois millions, au-dessus de la moyenne des financiers (autour de deux millions). Il l'augmentera par d'autres acquisitions (La Laigne, près de Niort ; plusieurs métairies en 1731-32, etc.). 
Il est également qualifié de sieur de La Hette et baron d'Aguerre (à Hélette), terre noble acquise par son père en 1709. Il en hérite, peut-être en partie seulement, ou provisoirement : son frère cadet Jean Baptiste, grand vicaire de Bayonne, fut aussi appelé M. d'Aguerre. 
Il semble qu'il ait également investi des fonds dans la Ferme générale ; les « Mississipiens » étant poursuivis et taxés par la chambre de justice, ce type d'investissement pouvait garantir leurs avoirs, ou les faire bénéficier d'un dégrèvement. 
Le financier fut syndic de la Compagnie des Indes durant la régie, de 1723 à 1731. 
À sa mort (en 1748), il est toujours titulaire de sa charge de « receveur général des finances » à Auch, estimée 375 000 livres.

## Investissements en Amérique
D'Artaguiette eut des intérêts outre-mer dans les opérations de la Compagnie de Mézières, avec le groupe Peyrenc-Fargès-Mézières, où son rôle est moins connu. Il fut probablement le « spécialiste de la Louisiane » dans cette équipe. Elle obtint de nombreuses concessions et se livra à des entreprises de colonisation. 
On a la trace d'une exploitation appelée Sainte-Candide (probablement un peu au sud de Bâton-Rouge, rive gauche du Mississipi : carte). D'Artaguiette s'est associé avec le ministre Le Blanc et plusieurs hauts personnages, comme son compatriote le comte d'Artagnan (Paul de Montesquiou), les marquis de Mézières (Eugène-Marie de Béthizy) et d'Asfeld (Bidal), ainsi que le comte de Belle-Isle (Fouquet). 
En 1719, on retrouve à La Rochelle quelques engagements de personnel qui concernent cette exploitation : le dauphinois Pierre Desjeans, futur régisseur, le chirurgien François Tessandier, par exemple. Sur cette concession, administrée par son frère Bernard, travaillaient des esclaves noirs, douze indiens et sept indiennes.
Il mont sa propre compagnie maritime « avec son confrère, Durey d'Harnoncourt, et un armateur de Saint-Jean-de-Luz, le sieur Jean de Saint Martin, pour le négoce avec Port-Royal et les îles d'Amérique » ; produits de la pêche en Atlantique, morues et harengs, échangés contre vins, jambons et huile d'olive du sud-ouest… La compagnie possèdera jusqu'à huit navires, d'Artaguiette ayant armé l'Adélaïde (300 tonneaux) dès 1720 avec J.B. Picot, bourgeois de Bayonne. Cette activité cessera en 1754 lors des guerres canadiennes, quelques années après sa mort.

## Déboires familiaux, et dernières années (1729-1748)
Il transforme la « maison infançonne » d'Iron en un superbe château. 
Par contrat du 1er juillet 1729 (ou encore le 5 juillet 1729 à Mobile, Alabama, États-Unis ?),, il épouse Marie-Victoire Guillard de la Vacherie (ca. 1710-1784). 
Elle est la fille de Jean-Baptiste Guillard (oncle maternel de René Hérault, lieutenant de police puis intendant de Paris, + 1740), et de Marie-Christine Hérault d'Eponnes (demi-sœur du même René, Jean-Baptiste Guillard ayant épousé la fille de sa belle-sœur, née d'un premier mariage de celle-ci). 
Il a 46 ou 47 ans, elle, environ 18 ans. Elle lui donnera deux filles. 
Sa jeune sœur Marie, épouse d'Antoine-Vincent Duplaa, était jusque-là son héritière présomptive. Elle lui demande alors d'honorer la promesse qu'il lui avait faite en 1720 de la doter pour 100 000 livres à l'occasion de son mariage, juste après la mort de leur père et sur son héritage, et à l'apogée du Système. Il prétend s'en acquitter en billets, complètement dévalués. Elle refule, il lui propose la terre de Montégon, manifestement surestimée. Commencera un procès.
Il se déplace beaucoup. En 1731, il accompagne le fermier général Alexandre (II) Le Riche de La Pouplinière dans un voyage en Hollande. Avec eux, le frère de celui-ci, Le Riche de Sancourt, Jacques Chouet, directeur des fermes, et deux autres amis. Le Riche nous en a laissé un journal [Le voyage en Hollande, résumé dans Yves Durand],. Le journal fait état d'une promenade culturelle (visites de monuments, musées et manufactures, concerts, achats de tableaux), mais sans doute, avec un autre but : un siècle après, au château de la Mothe, on montrait un grand coffre-fort en fer bardé de serrures : M. le marquis l'aurait ramené rempli d'or d'un de ses voyages en Hollande. 
Il perd son frère Pierre en 1736, tué par les Indiens. Il meurt le 25 février 1748 , dans son hôtel parisien rue de Richelieu, paroisse Saint-Eustache, âgé de 65 ans (ou « à l'âge de 70 ans » selon l'acte de décès). Il avait testé le 9 février chez Me Brochant, notaire au Châtelet. Il est inhumé le lendemain aux R.P. Déchaussés (Petits Pères). Sa fortune est alors estimée entre 4,5 et 5 millions de livres.
Son portrait par Alexis Grimou, le marquis d'Artaguiette en buveur en 1720, provenant de la Mothe-Saint-Héray, se trouve au musée d'Agesci de Niort : sur le thème du buveur (fréquent dans la peinture flamande), le marquis, habillé en bourgeois, semble apprécier le jambon de Bayonne et le vin de Jurançon, les deux productions de son pays natal censées avoir fait sa fortune. 
Le même musée expose des boiseries d'époque Louis XIII provenant de la chapelle. Le château, d'aspect féodal et entouré de douves en eau, fut démoli vers 1842. Il n'en reste qu'une orangerie XVIIe, achevée en 1634 par un entrepreneur de la ville nouvelle de Richelieu dont elle est inspirée. Elle fut en partie démontée en 1925 pour être transportée aux États-Unis ; deux pavillons carrés lui font face pour fermer la basse-cour du côté du canal. Enfin, Montégon passa aux Babinet à une date inconnue.
Selon Étienne Arnaud, son blason était : « Parti, au 1 d'azur à 3 canettes contournées de sable, au 2 d'argent au loup passant de gueules, à la bordure dentelée d'azur ». Le dossier de la BNF précise : « 3 canettes mal ordonnées, les deux du bas affrontées, ayant la tête sous l'aile, celle du chef contournée, donc regardant le loup, ce qui en fait des armoiries allusives au mot "guet" ».

## Descendance
Il n'aura pas vu le mariage de ses deux filles, richement dotées.
L'aînée, Renée Jeanne Charlotte (1730-1766), épousa Charles-Louis, comte de Carvoisin, brigadier et mousquetaire de la garde du roi (c.m. du 13 avril 1749, reçu Brochant), dont elle eut neuf enfants. Ils héritèrent de la Mothe-Saint-Héraye.
La plus jeune, Jeanne Marie Victoire, fut mariée au marquis Louis-Nicolas de Pérusse des Cars, colonel de Grenadiers (c.m. du 18 mai 1750, reçu Brochant). C'était un cadet de famille désargenté, qui s'achètera bientôt un régiment (colonel du Royal Normandie-Infanterie, 1753). Vingt ans plus tard, il s'accommoda avec sa terrible belle-mère (veuve dès 1748, elle s'est remariée deux fois). Il pourra alors s'offrir l'ancien duché (engagiste) de Châtellerault en Poitou, avec Targé, Monthoiron, etc. ; il entreprendra de faire construire un superbe château à Targé, dominant toute la plaine du Châtelleraudais, pour en faire le siège d'un nouveau duché érigé à son profit ; il tentera de se faire apprécier du pouvoir en installant sur ses terres (notamment à Archigny) des Acadiens réfugiés du Canada, avec peu de succès. Mais ses dépenses effrayent sa femme : elle obtient une séparation de biens ; il devra abandonner son palais, inachevé, à la Révolution. Il est l’ancêtre des ducs des Cars actuels.
Carvoisin : « d’or à la bande de gueules, au chef d’azur ».
Pérusse des Cars : « de gueules au pal de vair (appointé renversé) ».